# Ludovic al XIII-lea al Franței
Ludovic al XIII-lea (n. 27 septembrie 1601, Fontainebleau, Île-de-France, Franța – d. 14 mai 1643, Saint-Germain-en-Laye⁠(d), Île-de-France, Franța), supranumit cel Drept (în franceză Le Juste), fiul lui Henric al IV-lea al Franței, a domnit ca rege al Franței și Navarei între anii 1610 și 1643. Imaginea regelui este inseparabilă de cea a primului său ministru cardinalul Richelieu.

## Date biografice

### Fiul lui Henric al IV-lea și al Mariei de MEDICI

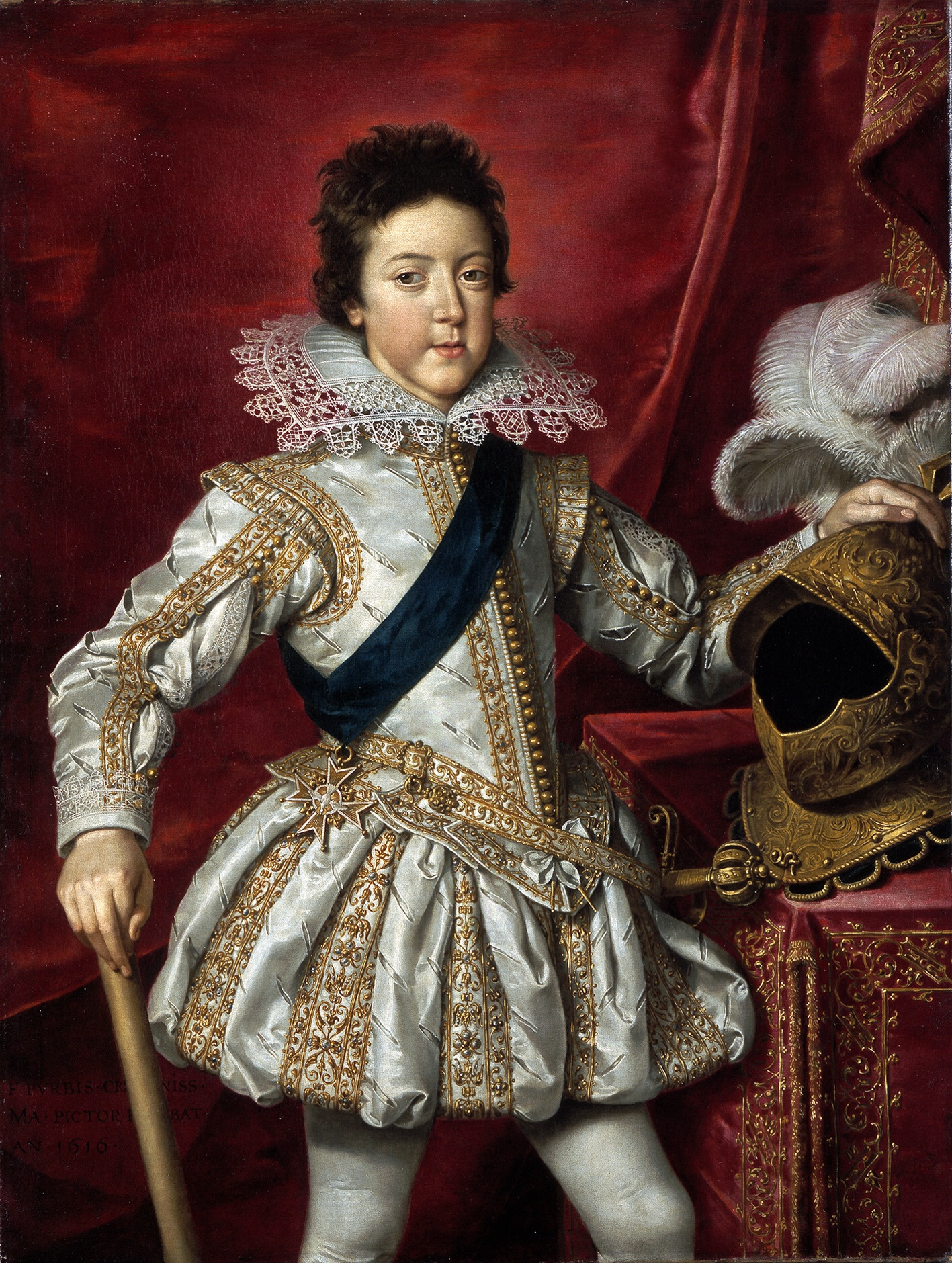
Ludovic, circa 1616

Ludovic s-a născut la Castelul Fontainebleau și a fost primul fiu al regelui Henric al IV-lea al Franței (1553–1610) și a celei de-a doua soții a acestuia, Maria de Medici (1575–1642). Ca fiu al regelui, a fost Fils de France, și ca fiu cel mare, Delfin al Franței, moștenitor al tronului. Tatăl său a fost primul rege al Franței din Casa de Bourbon. Prin mama sa a fost descendent al regelui Carol al V-lea al Franței și i-a succedat vărului său îndepărtat, Henric al III-lea al Franței, conform Legii Salice.
Bunicii paterni ai lui Ludovic au fost Antoine de Navara și Jeanne d'Albret, regină a Navarei; bunicii materni au fost Francesco I de Medici, Mare Duce de Toscana și Johanna, Arhiducesă de Austria. Nașă i-a fost mătușa maternă, Eleonora de Medici.

### Copilăria

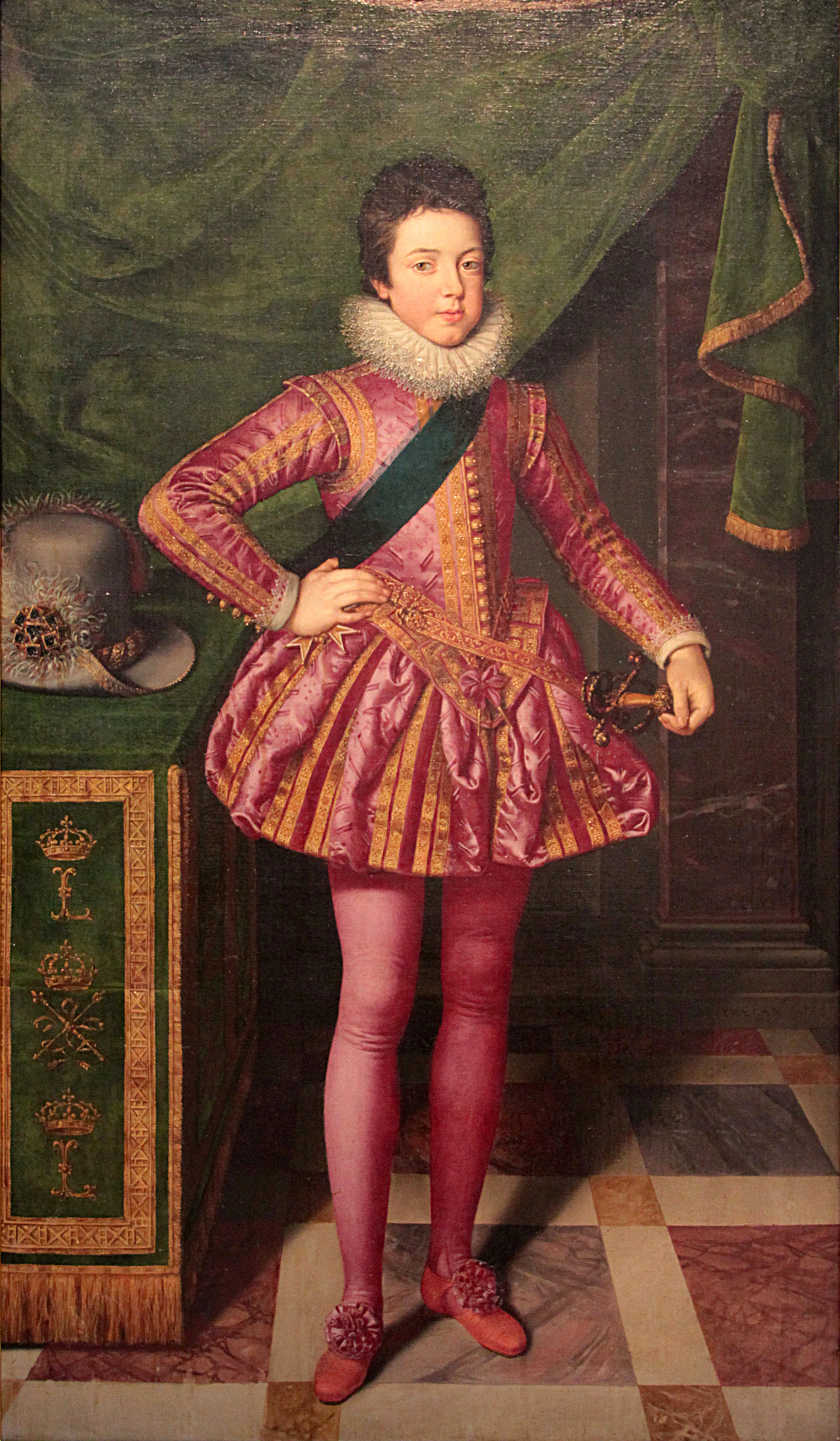
Ludovic al XIII-lea pictat de Frans Pourbus cel Tânăr, Palazzo Pitti, 1611

Copilăria delfinului, este destul de cunoscută datorită jurnalului medicului său Jean Héroard. Sunt înregistrate toate detaliile privind dieta sa, starea sănătății și viața sa privată. În luna noiembrie este instalat la castelul Saint- German-en-Laye, unde își va cunoaște frații  vitregi, copiii ilegitimi a lui Henric al IV-lea.Este botezat în 14 septembrie 1606 la Fontainebleau, nașul său după cum se obișnuia fiind papa Paul al V-lea reprezentat de cardinalul de Joyeuse.Din castelul Saint-German-en-Laye, Ludovic iese rar, deoarece mama sa nu dorește ca el să aibă contact cu localnicii. Este atras de muzică, primește des muzicieni în apartamentele sale  și învață să cânte la câteva instrumente. Dansul, pictura și desenul se numără printre distracțiile viitorului rege. Destul de devreme dezvoltă o  pasiune pentru cai, arme și vorbește des de război. Învață destul de devreme să folosească arcul și archebuza. Chiar dacă primește primele lecții la șase ani, de la poetul Nicholas Vauquelin II Yveteaux, nu demonstrează interes pentru literatură în franceză sau latină, nici pentru geometrie sau matematică. Doar istoria îi trezește interesul în afara activităților artistice și militare.Considerat insuficient, Yveteaux este înlocuit în 1611 de filozoful Nicholas Le Fevre, iar după ce acesta moare în noiembrie 1612, este urmat de M. Fleurence.Guvernatorul său militar este Gilles de Courtenvaux de Souvré. Viitorul rege își adoră tatăl, chiar dacă acesta nu ezită să-l umilească din cauza vârstei sale și moral din cauza unui vechi obicei în care delfinul era "dresat" să-l servească pe rege și regină. Totuși regele își demonstrează afecțiunea cerând fiilor să-l cheme papa, nu Monsieur, cum cerea eticheta de la curte.Cu mama sa raportul e diferit, nu demonstrează afecțiune pentru ea, iar ea este destul de rece cu fiul său. Nu este fericit când merge să o vadă și refuză de câteva ori să o servească. Cu tatăl său în schimb joacă rolul de valet cu plăcere, fără să ezite. .

### Ludovic orfan de tată
La moartea tatălui său în 1610, urcă pe tronul Franței, are 8 ani. Traumatizat de moartea violentă a tatălui pe care îl adora, are o copilărie nefericită. În primul rând nu e nimeni care să substituie dragostea tatălui,  mama sa îl consideră o cantitate neglijabilă. El se închide în sine, are dificultăți când vorbește și poate suferă din cauza lipsei de afecțiune din partea mamei sale, Maria de Medici.

## Regența Mariei de Medici, 1610–1617
Ludovic al XIII-lea a urcat pe tron în 1610 la vârsta de opt ani și jumătate după asasinarea tatălui său. Mama sa, Maria de Medici, a fost Regentă până când Ludovic a ajuns la vârsta de 13 ani. Maria a menținut marea majoritate a miniștrilor soțului ei cu excepția lui Maximilien de Béthune, duce de Sully, care era nepopular în țară. În principal ea s-a bazat pe Nicolas de Neufville, seigneur de Villeroy, Noël Brûlart de Sillery și Pierre Jeannin. Maria a urmat o politică moderată, confirmând Edictul de la Nantes.
Ea nu a putut, totuși, să prevină rebeliunea nobililor condusă de Henric al II-lea de Bourbon, prinț de Condé, următorul în linia de succesiune la tron. Conde s-a certat cu Maria în 1614, a format în scurt timp o armată însă a primit puțin ajutor și Maria a putut înfrânge mica armată. Cu toate acestea, Maria a fost de acord să apeleze la Adunarea Stărilor Generale să abordeze nemulțumirile lui Condé.
Adunarea Stărilor Generale a fost amânată până când Ludovic al XIII-lea a împlinit 13 ani. Deși minoratul lui Ludovic s-a încheiat oficial și regența Mariei s-a terminat, ea a rămas conducătorul de facto al Franței.
Începând cu anul 1615, Maria a început să se bazeze din ce în ce mai mult pe Concino Concini, care și-a asumat rolul de favorit. Concini era extrem de nepopular deoarece era italian, și, prin urmare, un străin. Condé a lansat o nouă revoltă în 1616; de data asta, liderii hughenoți au sprijinit revolta, lucru care l-a condus pe Ludovic la concluzia că hughenoții nu vor fi niciodată supuși loiali. În cele din urmă, Condé și regina Maria au făcut pace prin Tratatul de la Loudun, care a permis lui Condé o mare putere în guvern însă nu l-a îndepărtat pe Concini. Regina Maria cu ajutorul lui Ludovic l-a închis pe Condé ceea ce a condus la noi revolte ale nobililor împotriva reginei și a lui Concini.
În acest timp, Charles d'Albert, Grand Fauconnier de France, l-a convins pe Ludovic că ar trebui să se rupă de mama sa și să sprijine rebelii. Ludovic a organizat o lovitură de palat. Ca rezultat, Concino Concini a fost asasinat (24 aprilie 1617), văduva lui, Leonora Dori Galigaï, a fost judecată pentru vrăjitorie, condamnată, decapitată și arsă (8 iulie 1617), iar Maria a fost trimisă în exil la Blois. Ludovic l-a numit pe favoritul său, Charles d'Albert, primul duce de Luynes.

## Ascendența lui Charles de Luynes, 1617–1621

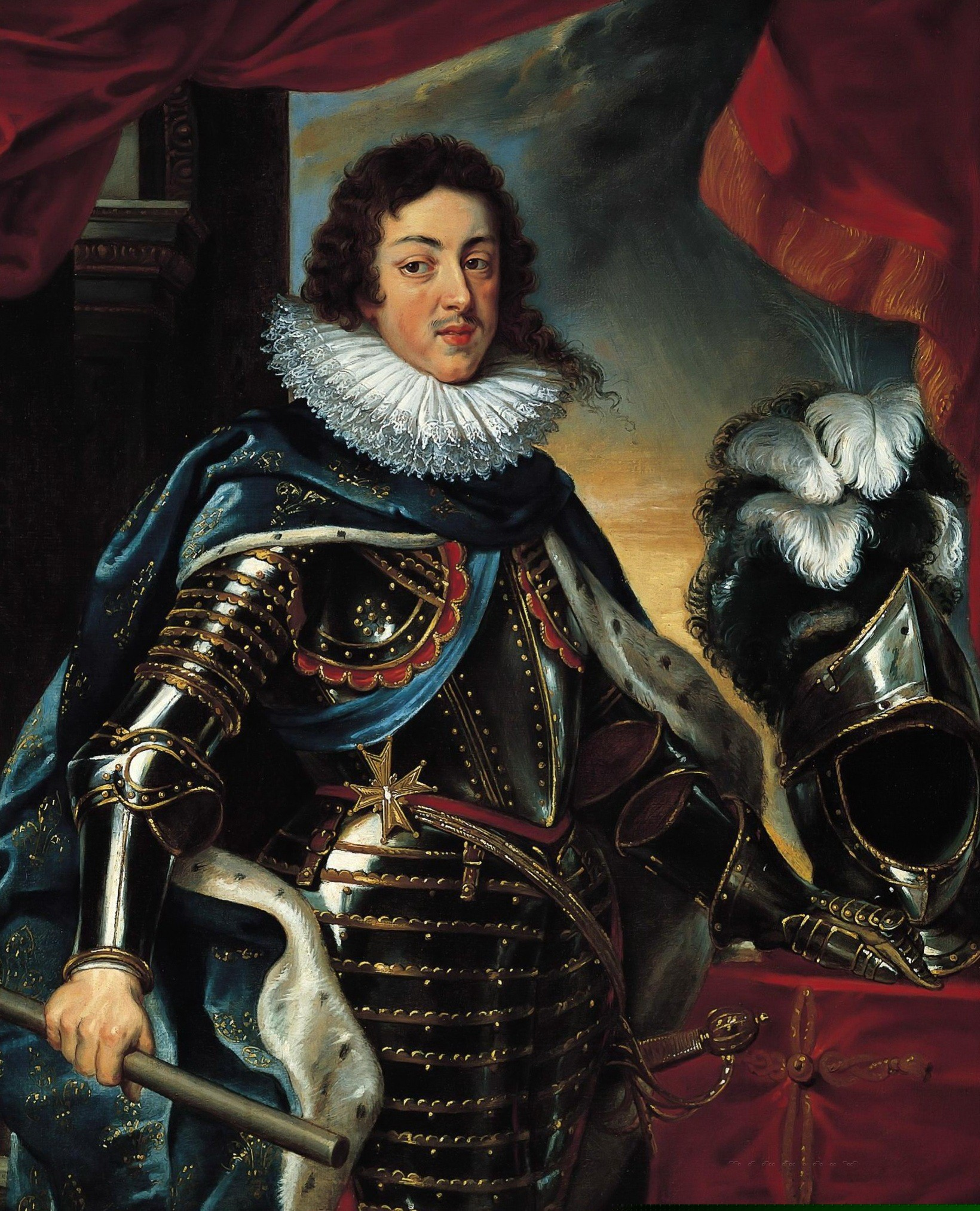
Tânărul Ludovic al XIII-lea

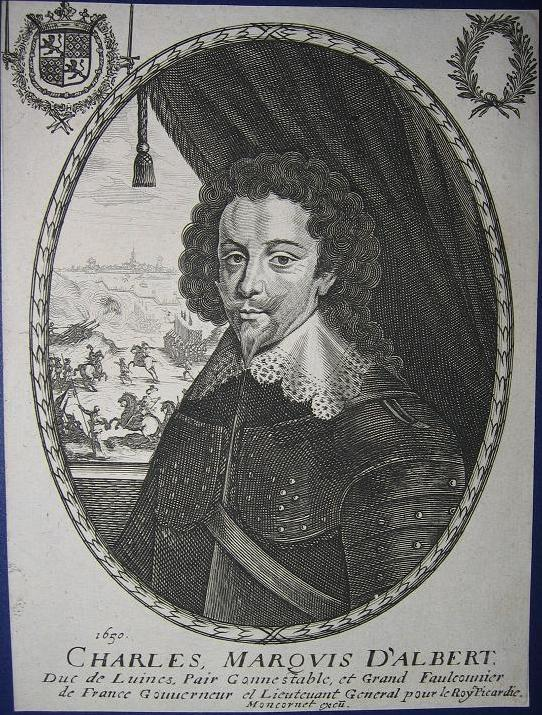
Charles de Luynes (1578–1621), favorit regal, 1617–1621.

Curând Luynes a devenit tot atât de nepopular ca și Concini. Războiul de Treizeci de Ani a izbucnit în 1618. Inițial, curtea franceză nu a fost sigură pe care parte să sprijine. Pe de o parte, rivalitatea tradițională cu Franța, Casa de Habsburg a argumentat în favoarea de a interveni în numele puterilor protestante (și tatăl lui Ludovic, Henric al IV-lea al Franței a fost odată un lider hughenot). Pe de altă parte, Ludovic al XIII-lea a avut o educație religioasă catolică strictă și înclinația lui naturală a fost, prin urmare, să-l sprijine pe Sfântul Împărat Roman, habsburg-ul Ferdinand al II-lea.
Nobilii francezi au cerut suprimarea impozitului numit "paulette". Din exilul de la Blois, Maria de Medici a devenit punctul de unire a tuturor nemulțumirilor și episcopului de Luçon (Cardinalul Richelieu) i s-a permis să acționeze în calitate de consilier șef al Mariei, servind ca un du-te-vino între Maria și rege.
Nobilii francezi au lansat o nouă rebeliune în 1620 însă forțele lor au fost ușor înfrânte de cele regale în august 1620 la Les Ponts-de-Cé. În 1621, Ludovic al XIII-lea s-a împăcat oficial cu mama sa. De Luynes a fost numit Connétable de France și Ludovic cu Luynes au potolit revolta hughenotă; una dintre victimele febrei luate din tabere a fost Luynes care a murit în decembrie 1621.

## Domnia de către Consiliu, 1622–24
După decesul lui Luynes, Ludovic a stabili că va conduce prin Consiliu. Mama lui a revenit din exil și, în 1622 în Consiliu prințul de Condé a recomandat suprimarea violentă a hughenoților.
Rebeliunea s-a terminat prin Tratatul de la Montpellier semnat de Ludovic al XIII-lea și ducele de Rohan în octombrie 1622. Tratatul a confirmat principiile Edictului de la Nantes: mai multe cetăți hughenote urmau să fie demolate dar hughenoții au păstrat controlul la Montauban și La Rochelle.

## Cardinalul Richelieu, 1624–1642

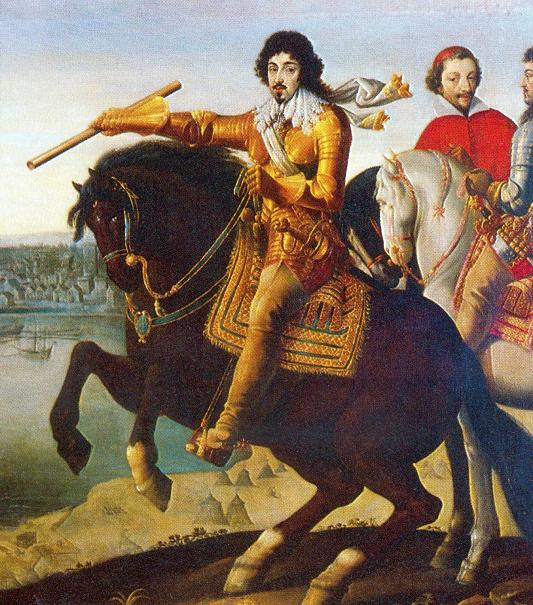
Ludovic XIII pe cal și Cardinalul Richelieu la Atacul de la La Rochelle.

Cardinalul Richelieu a jucat un rol major în domnia lu Ludovic al XIII-lea începând cu anul 1642 și a modelat decisiv destinul Franței pentru următorii 18 ani. Ca rezultat al muncii lui Richelieu, Ludovic al XIII-lea a devenit primul exemplu de monarh absolut. Sub Ludovic și Richelieu, coroana a intervenit cu succes în Războiul de Treizeci de Ani împotriva habsburgilor, a menținut nobilimea franceză în linie și a retras privilegiile politice și militare acordate hughenoților de Henric al IV-lea (în timp ce a menținut libertățile lor religioase). Ludovic al XIII-lea a condus cu succes Asediul de la La Rochelle. În plus, Ludovic a modernizat portul Le Havre și a construit o flotă puternică. Ludovic a comandat pictorilor Nicolas Poussin și Philippe de Champaigne să decoreze Luvru. 
Richelieu a trebuit să lupte cu aproape toată familia regală. În primul rând chiar cu cea care l-a ridicat, Maria de Medici, care e supărată că primul ministru nu lucrează pentru ea, apoi cu soția lui Ludovic, regina Ana de Austria, cu fratele regelui, Gaston, Duce de Orléans care avea o importanță de prim ordin în Franța până în anul 1638, până la nașterea moștenitorului Ludovic al XIV-lea. Împotriva lui Richelieu sunt și cei mari pe care îi înlătură de la putere precum și nemulțumiții pe care îi generează guvernarea lui autoritară: nobili, autorități locale, preoțime și chiar poporul de la care se pretinde un efort fiscal mereu mai mare.
Țelul politicii lui Richelieu este așezarea cât mai trainică a autorității regelui în regat și slăbirea casei de Austria, ale cărei succese în Germania și Italia sunt îngrijorătoare.
În iulie 1631 Maria de Medici care a fost îndepărtată de la curte, se refugiază în Țările de Jos spaniole. Din acest moment, rolul ei politic se încheie. Gaston care încă era moștenitorul prezumptiv provoacă o răscoală în Languedoc cu sprijinul guvernatorului provinciei, Henri de Montmorency. Învins și luat prizonier în bătălia de la Castelnaudary (1 septembrie 1632), Montmorency a fost decapitat la 30 octombrie la Toulouse. Richelieu demonstra astfel că nu se dă înapoi de la nimic pentru a păstra autoritatea regelui. Gaston s-a refugiat în Flandra de unde se întoarce abia în 1634 dar supus tutelei lui Richelieu. 
La 19 mai 1635 Ludovic declară război Spaniei care era principalul aliat al împăratului Ferdinand al II-lea.
După 18 ani de lupte neîncetate  Richelieu a murit la 4 decembrie 1642 în plin triumf. Regele a mai trăit câteva luni, până la 14 mai 1643.

## Relații și copii

### Căsătorie

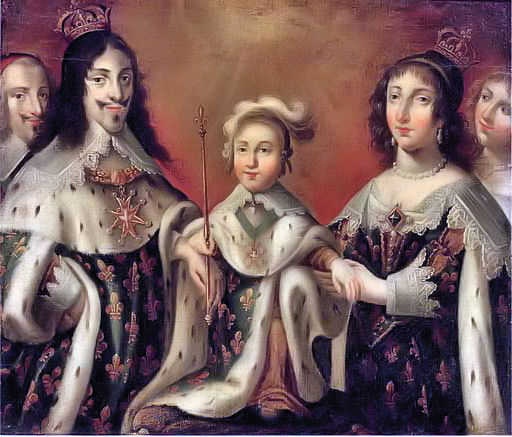
Ludovic al XIII-lea, Ana de Austria și fiul lor Ludovic XIV, flancați de cardinalul Richelieu și ducesa de Chevreuse.

La 24 noiembrie 1615, Ludovic al XIII-lea s-a căsătorit cu Ana de Austria, fiica regelui Filip al III-lea al Spaniei. Această căsătorie a urmat o tradiție de cimentare a alianțelor militare și politice între puterile catolice din Franța și Spania, prin căsătorii regale. Căsătoria a fost fericită la început, pentru scurt timp; îndatoririle regelui i-au ținut de multe ori departe.  După 23 de ani de căsătorie și patru sarcini pierdute, regina Ana a născut un fiu la 5 septembrie 1638, viitorul rege Ludovic al XIV-lea.
Nașterea lui Ludovic a fost privită ca un miracol divin și, pentru a arăta recunoștință față de mult-așteptat naștere a unui moștenitor, părinții săi l-au numit Louis-Dieudonné (darul lui Dumnezeu) iar Franța a fost închinată de tatăl său, Ludovic al XIII-lea, Fecioarei Maria, care făcuse posibil miracolul.

### Copii
Cuplul a avut mai mulți copii dintre care doar doi fii au supraviețuit.
- Făt născut mort (1619)
- Făt născut mort (1622)
- Făt născut mort (1626)
- Făt născut mort (1631)
- Ludovic al XIV-lea, Rege al Franței  (5 septembrie 1638 – 1 septembrie 1715), căsătorit în 1660 cu Maria Tereza a Spaniei (1638–83). A avut copii.
- Filip al Franței, Duce de Orléans  (21 septembrie 1640 – 8 iunie 1701), căsătorit prima dată în 1661 cu Henrietta a Angliei și a doua oară în 1671 cu Elisabeth Charlotte, Prințesă Palatină

## Ludovic al XIII-lea în opere de ficțiune
Ludovic al XIII-lea, soția sa și Cardinalul Richelieu au devenit figuri centrale ale romanului Cei trei muschetari al lui Alexandre Dumas. 